# Marco Guillén
Marco Guillén Chavarria (* 5. Dezember 1987) ist ein costa-ricanischer Radrennfahrer.
Guillén gewann bei der Vuelta a Costa Rica 2007 den Prolog und 2008 mit seinem Team das Mannschaftszeitfahren.

## Erfolge
2007
- Prolog Vuelta a Costa Rica

2008
- Mannschaftszeitfahren Vuelta a Costa Rica